# جيرزودل (مقاطعة فومن)
جيرزودل (بالفارسية: جیرزودل) هي قرية تقع في غيلان في إيران.